# Ossip Runitsch

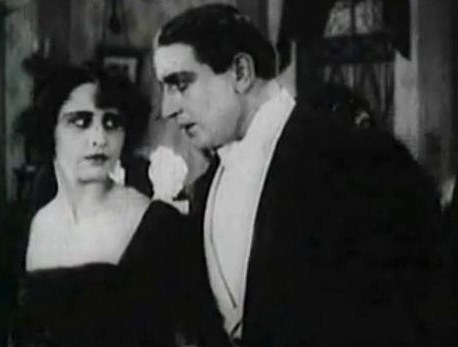
Vera Kholodnaya et Ossip Runitsch.

Ossip Ilitch Runitsch (en russe : Осип Ильич Рунич) est un acteur d'origine russe, né en 1889 et décédé à Johannesbourg le 6 avril 1947. Il est l'un des grands acteurs des débuts du cinéma russe.

## Biographie
Ossip Runitsch est l'un des grands acteurs des débuts du cinéma russe. Il fait ensuite carrière dans le cinéma allemand.

## Filmographie
- 1915 : Le Chant de l'amour triomphant, d'Evgueny Bauer : Gueorgui
- 1918 : Tais-toi, ma tristesse, tais-toi (Molchi, grust... molchi) de Piotr Tchardynine : Zaritskiy
- 1921 : Danton de Dimitri Buchowetzki : Camille Desmoulins
- 1921 : Das Spiel mit dem Feuer de Georg Kroll et Robert Wiene
- 1922 : Die höllische Macht de Robert Wiene
- 1922 : Marie Antoinette. Das Leben einer Königin de Rudolf Meinert : Danton
- 1924 : Taras Bulba de Vladimir Strijevski : le fils de Taras Bulba